# 橢圓鮃
橢圓鮃為輻鰭魚綱鰈形目鰈亞目鮃科的其中一種，為熱帶海水魚，分布於中西大西洋古巴海域，棲息在底層水域，生活習性不明。

## 扩展阅读
維基物種上的相關：橢圓鮃